# Andrei Vixinski
Andrei Ianuarevitx Vixinski (rus: Андрей Януарьевич Вышинский) (Odessa, 10 de desembre –28 de novembre segons el calendari julià– de 1883 - Nova York, 2 de novembre de 1954) va ser un jurista, polític i diplomàtic soviètic. Va ocupar el càrrec de Comissari d'Exteriors de la Unió Soviètica entre 1949 i 1953.

## Orígens
Andrei Vixinski era fill de Ianuar Vixinski, un predicador de l'església catòlica de Santa Maria Verge de Bakú, i propietari d'una farmàcia. La seva mare era professora de música.
Es va casar el 1903 amb Capitolina Isidorovna Mijailova (1884-1973), amb la qual va viure més de 50 anys. Va tenir una filla anomenada Zinaida (1909-1991)

## Militància política
El 1901, Vixinski va entrar a estudiar a la Facultat de Dret de la Universitat de Kíev, finalitzant els seus estudis el 1913. El 1903 va ingressar al partit Menxevic; i el 1905 era secretari del soviet de Bakú i, el 1908, va ser empresonat juntament amb Stalin. En finalitzar els seus estudis, va impartir classes a una escola secundària de Bakú, en matèria de pràctica legal
Després de la Revolució de Febrer de 1917 va ser Comissari de Policia al raion de Iarmanski a l'Oblast de Moscou. Segons algunes fonts, va signar l'ordre de detenció de Lenin, per si aquest era detectat a Moscou amb el càrrec d'espia alemany, en execució d'una ordre del Govern Provisional Rus.
El 1920 s'uní al Partit Bolxevic.

## Dècada de 1920
Amb el triomf soviètic es convertí en el principal ideòleg de la "Legalitat Soviètica", exercint entre 1923 i 1925 de fiscal al Tribunal Suprem als processos criminals.
Entre 1925 i 1928 va ser rector de la Universitat Estatal de Moscou. A les facultats va intervenir amb la "Comissió de Verificació", reduint l'autonomia de les facultats en temes educatius i incrementant la tasca político-propagandística entre els estudiants.
Degut a l'acomiadament d'antics catedràtics de la Universitat, el nivell educatiu va patir d'una davallada de nivell. A finals de la dècada dels 20 va treballar a diferents organismes estatals amb relació a l'educació.

## Dècada de 1930

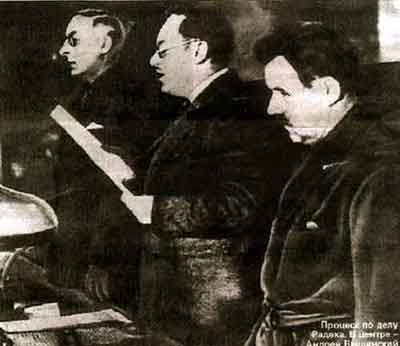
Andrei Vixinski (centre) als Judicis de Moscou, gener de 1937.

Vixinski va ser el fiscal en el Cas dels Miners. Des de 1935 va ser el Fiscal General de l'URSS, i per aquest càrrec exercí d'acusador als Judicis de Moscou de la Gran Purga als anys 1936 i 1938. En aquests processos es caracteritzà per fustigar als indefensos acusats vituperant-los, sovint amb una retòrica enginyosa i cruel. Va establir les bases per als judicis per traïció. Un dels principis de la teoria de Vixinski és que la llei criminal és una eina de la lluita de classes.
Com a fiscal es caracteritzà per un estil rígid, poc cerimoniós, aplicant el principi de culpabilitat, del qual era un acèrrim convençut. Tenia com a model a Roland Freysler, President del Tribunal Popular del III Reich. Tot i l'estesa llegenda en la qual Viixinski sostenia la teoria que segueixen els inquisidors medievals sobre la confessió de l'acusat és la prova reina, realment això no era cert. En els seus principals escrits, Vixinski sosté el principi contrari:
| « | seria erroni donar a l'acusat o al defensat, per justícia, més importància que la que mereixen... ja són llunyans els temps en què la supremacia del procés estava regida per la teoria de les autodenominades proves legals (formals), la sobreestimació del valor de la confessió del defensat o acusat autoinculpant-se, i el seu valor com a immutable, no estan subjectes a dubtes sobre la seva veracitat, car la confessió va ser obtinguda mitjançant la tortura, cas que en aquells temps era considerada com l'única prova processal, i en tots els casos va ser considerada com la prova més seriosa, la prova reina (regina probationum). | » |

| « | ...aquest principi és totalment inacceptable dins del dret soviètic i la pràctica judicial. Realment, si altres circumstàncies establertes durant el procés que corroborin la culpabilitat de l'acusat, la confessió del subjecte perd validesa com a prova, i a aquest respecte, es considera supèrflua. Aquesta només podrà considerar-se com a base per a avaluar una o altra qualitat moral del defensat, per la reducció o l'agreujament de la pena, determinada per la cort judicial. | » |

| « | Una valoració així tindrà com a conseqüència que, juntament a les declaracions de l'acusat es consideri la principal, i, encara pitjor, els únics fonaments del procediment penal, és possible d'un sol cop variar el procediment amb l'únic canvi de la seva declaració o la negació d'aquestes. | » |

## Dècada de 1940

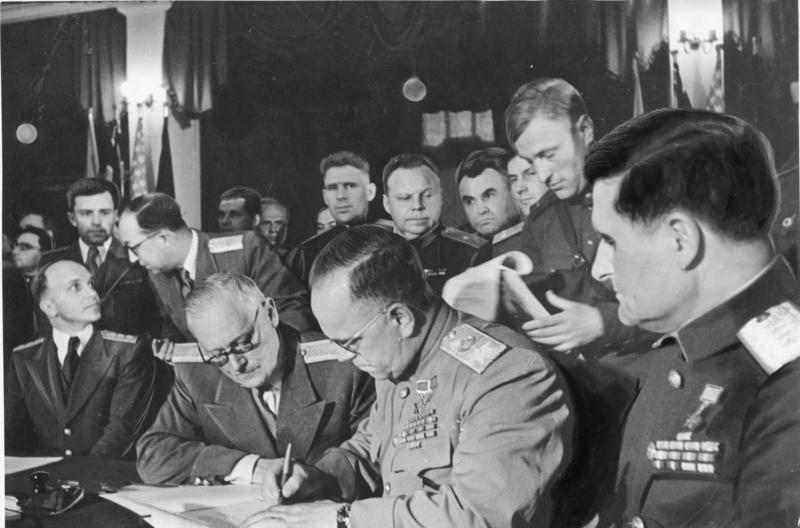
Vixinski, amb els Mariscals Júvov i Sokolovski durant la signatura de la rendició alemanya

Entre 1940 i 1940 va ser vicecomissari del poble per a Afers Exteriors, sent paral·lelament vice-primer ministre entre 1939 i 1944. El juliol del 1940 va ser enviat a Letònia per a la supervisió d'un govern titella i la seva posterior incorporació a la Unió Soviètica.
El 1945 va estar present en la capitulació d'Alemanya a la Segona Guerra Mundial. Va ser el responsable principal de la preparació soviètica dels Judicis de Nuremberg contra els principals criminals de guerra nazis.
Posteriorment intervindria per a l'assumpció de Romania per part del règim comunista el 1945.
Pel seu treball "Teoria Judicial de les Proves" rebria el Premi Stalin de 1947 de l'Acadèmia de Ciències de la Unió Soviètica, de la qual era membre des de 1939.

## Dècada de 1950
Entre 1949 i 1953, en plena escalada inicial de la Guerra Freda i durant la Guerra de Corea va ser nomenat ministre per a Afers Exteriors. Després de la mort de Stalin, Mólotov tornà a ser nomenat Ministre d'Exteriors i Vixinki va ser nomenat representant de la Unió Soviètica davant les Nacions Unides, car parlava anglès i francès.
El 1953 va ser un dels principals acusats, juntament amb Andrei Jdanov, nomenats al Congrés dels Estats Units, al Comitè Kersten, també conegut com a "Investigació dels Estats Bàltics per la Cambra de Representants dels Estats Units".
Va morir a Nova York el 22 de novembre de 1954, sent incinerat i enterrat a una urna a la necròpoli de la muralla del Kremlin, a la Plaça Roja de Moscou. La causa del traspàs va ser un atac cardíac, encara que alguns autors afirmen que va suïcidar-se.
Després del XX Congrés del PCUS de 1956, els procediments de Vixinski van ser oficialment condemnats, deixant als seus hereus sense els privilegis estatals de què gaudien, i els seus textos van deixar de ser emprats oficialment pels juristes soviètics.
A part del Premi Stalin anteriorment citat, Vixinski va rebre fins a sis vegades l'Ordre de Lenin, a més d'un Orde de la Bandera Roja del Treball